# Karl Höfer (Revolutionär)

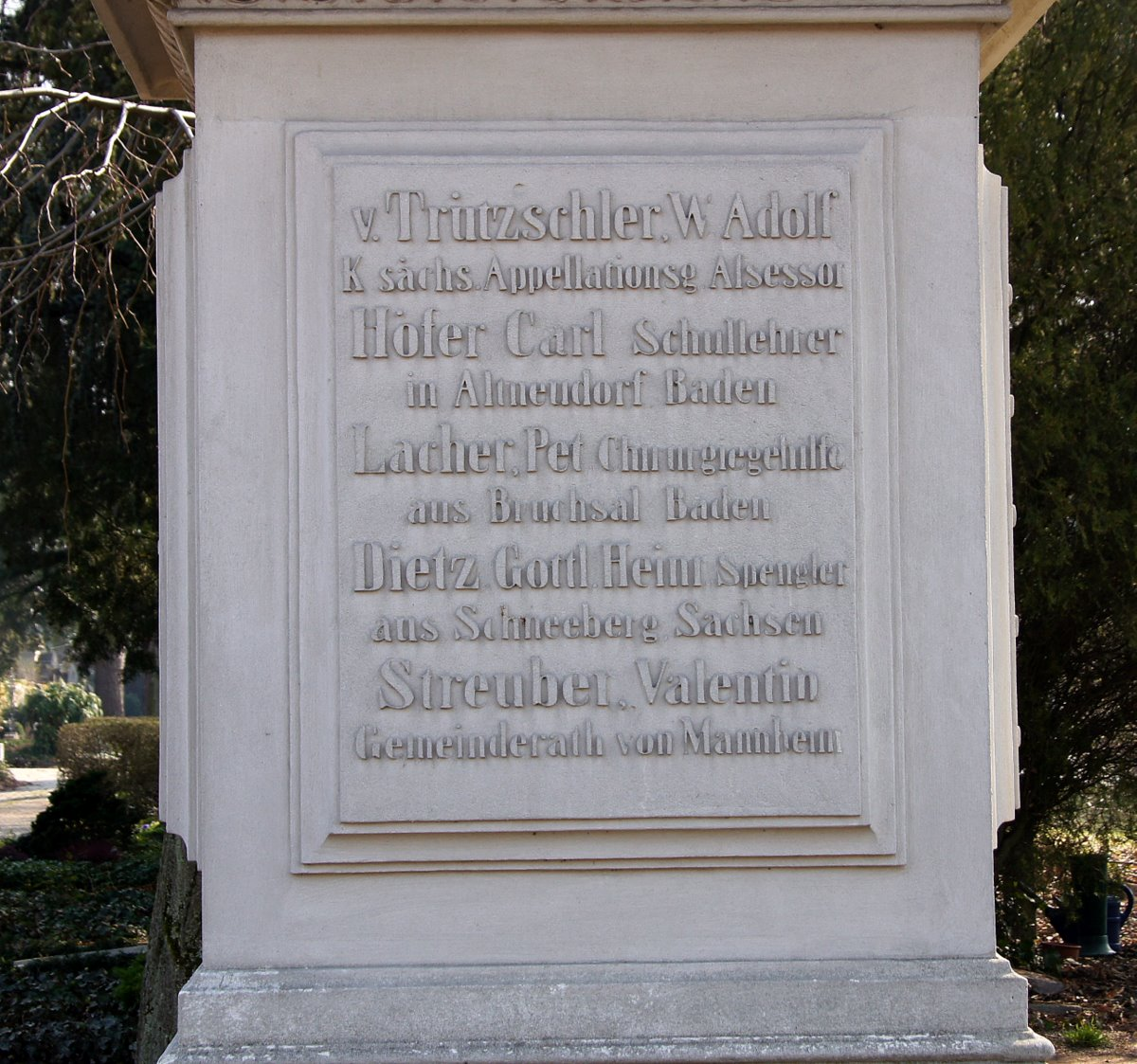
Denkmal auf dem Mannheimer Hauptfriedhof

Karl Höfer (* 11. November 1819 in Brehmen; † 16. August 1849 in Mannheim) war ein Lehrer und Revolutionär in der badischen Revolution 1848/49.

## Leben
Friedrich Christoph Karl Höfer wurde im fränkisch geprägten Ort Brehmen, heute ein Ortsteil der Gemeinde Königheim im Main-Tauber-Kreis in Baden-Württemberg, als Sohn des Volksschullehrers Johannes Andreas Höfer und seiner Ehefrau Margaretha geb. Henninger geboren. Von 1843 bis 1846 war er evangelischer Lehrer in Sachsenhausen bei Wertheim, wurde dann aber nach Altneudorf versetzt. In der bürgerlich-liberalen Revolution von 1848/49 war Hauptlehrer Höfer Vorstand des Volksvereins in Heiligkreuzsteinach und Umgebung und lebte in Altneuhof, einer Gemeinde, die heute zur Stadt Schönau gehört. Während der Revolution wurde er zum Hauptmann gewählt und kommandierte eine Mannschaft auf den Heiligenberg bei Heidelberg zum Angriff gegen die preußische Truppen. Im Juni 1849 wurde Höfer festgenommen und nach Mannheim gebracht. Er wurde des Hochverrats und des Widerstands bzw. der Aufforderung zum Widerstand gegen die Staatsmacht angeklagt. Am 16. August 1849 wurde er von einem Standgericht zum Tode verurteilt; das Urteil wurde sofort vollstreckt.
Höfer war seit 1848 mit Margaretha geb. Reinhard verheiratet und hatte eine Tochter. Im Mannheimer Stadtteil Almenhof wurde eine Straße nach ihm benannt. Auf dem Mannheimer Hauptfriedhof befindet sich seit 1874 ein Denkmal für die in Mannheim hingerichteten Freiheitskämpfer von 1849. Auf dem Obelisk auf einem Sockel befinden sich die Namen der Opfer, darunter auch der Name Karl Höfers. In Karlsruhe erinnern 27 Gedenksteine an die erschossenen Freiheitskämpfer von 1849. Diese liegen auf dem Kaiserplatz vor dem Kaiser-Wilhelm-Denkmal.